# Ulubione przeboje
Ulubione przeboje – drugi album studyjny Marii Koterbskiej wydany w 1958 roku przez Polskie Nagrania i Pronit. Utwory zamieszczone na płycie zostały zarejestrowane podczas jednej sesji nagraniowej z towarzyszeniem Orkiestry Tanecznej Bogusława Klimczuka w studiu Polskich Nagrań w Warszawie.

## Lista utworów
Strona a:
1. Cha-cha seniorita (Erwin Halletz - Władysław Koterbski)
2. Oj, Antoni (Josef Myrow - Marian Załucki)
3. Wołam cię (Sammy Cahn - Maria Koterbska)
4. Halo, halo, halo, halo (Adam Markiewicz - Andrzej Tylczyński)

Strona b:
1. Chico-Chico (J. Hoyzakh - Władysław Koterbski)
2. Przy mym domku (Bogusław Klimczuk - Czesław Szewczyk)
3. Karuzela (Witold Krzemieński - Ludwik Starski)
4. Biegnie konik (Bogusław Klimczuk - Czesław Szewczyk)

## Charakterystyka albumu
Album Ulubione przeboje zawiera nagrania Marii Koterbskiej zarejestrowane w 1958 roku w studio Polskich Nagrań w Warszawie. Wszystkie piosenki nagrane na płycie zostały zarejestrowane podczas jednej sesji nagraniowej z towarzyszeniem Orkiestry Tanecznej Bogusława Klimczuka. Wydanie płyty poprzedzono dwoma singlami. W 2015 roku płyta doczekała się publikacji w serwisach streamingowych.

## Single (płyty szelakowe) poprzedzające album
- [1958] Polskie Nagrania „Muza” 3286 – Cha-cha seniorita / Karuzela
- [1958] Polskie Nagrania „Muza” 3287 – Chico-Chico / Hallo, hallo, hallo, hallo

## Muzycy
- Maria Koterbska – śpiew
- Orkiestra Taneczna Bogusława Klimczuka – akompaniament

## Okładka
Płyta posiadała własną okładkę, co pod koniec lat 50. było w Polsce rzadkością. Znalazło się na niej zdjęcie artystki autorstwa Edwarda Hartwiga, natomiast z tyłu wypisano utwory z repertuaru Koterbskiej